# 学術データベースと検索エンジンの一覧
学術データベースと検索エンジンの一覧（がくじゅつデータベースとけんさくエンジンのいちらん、英：List of academic databases and search engines）は、学術雑誌、機関リポジトリ、アーカイブ、またはその他の科学記事やその他の論文のコレクションで論文を検索してアクセスするための、学術環境で役立つ、注目すべきデータベースと検索エンジンの代表的なリスト。
データベースと検索エンジンは、カバレッジと検索の品質の点で大幅に異なる。ユーザーは、特にシステマティック・レビューやメタ分析などでレコードを体系的に検索する場合に、データベースと検索エンジンの品質と限界を考慮する必要がある。これらの複雑なドキュメント検索システムでは、データベースと検索エンジンの違いが明確でないため、以下を参照する。
- 学術目的で使用できる一般的な汎用検索エンジンの一覧
- 本や雑誌記事の検索するための書誌情報を提供するデータベースについては、書誌データベースの記事

「無料」、「サブスクリプション」、および「無料＆サブスクリプション」という用語は、使用されているジャーナル記事だけでなく、Webサイトの可用性を指す。さらに、一部のプログラムは、部分的（たとえば、抄録や少数のアイテムへのアクセス）のみ無料で、完全なアクセスは禁止（ログインまたは機関のサブスクリプションが必要）である。
「サイズ」列は、引用や参考文献の数ではなく、ドキュメント（論文、出版物、データセット、プレプリント）の数を示す。データベース自体が統計の主要な情報源である必要があり、データベースにアクセスできない場合は、ジャーナル論文としてリリースされた独立した見積もりが必要である。特に、Google Scholarはそのような詳細を提供していないが、データベースのサイズは計算されている。

## 運用中サービス
| 名称                                                                          | 分野                                              | サイズ      | 説明 | アクセス料金 | プロバイダー                                                                                 |
| ----------------------------------------------------------------------------- | ------------------------------------------------- | ----------- | --- | ------------ | -------------------------------------------------------------------------------------------- |
| Academic Search                                                               | 複数分野                                          |             | 複数のバージョン： Complete、 Elite、Premier、Alumni Edition | 購読         | EBSCO Information Services                                                                   |
| Aerospace & High Technology Database                                          | 航空宇宙、航空工学、宇宙工学                      |             | 米国航空宇宙学会(AIAA)や米国航空宇宙局（NASA）のコンテンツを含む、最新の連載論文や単独論文の索引・抄録を提供。                                                                                | 購読         | [[:en:ProQuest\|プロクエスト]]                                                               |
| African Journals OnLine (AJOL)                                                | 複数分野                                          | 185,649     | アフリカで出版されている学術雑誌 | 無料 & 購読  | AJOL                                                                                         |
| AgeLine                                                                       | 社会学、老年学                                    |             | 経済、公衆衛生、政策など、高齢化関連の情報を掲載。 | 購読         | EBSCO Publishing                                                                             |
| AGRICOLA: Agricultural Online Access                                          | 農学                                              |             | 農業 とその関連分野の情報を公開（17世紀～現在）。 | 無料 & 購読  | NAL（無料の利用。購読制はプロクエスト、OVID経由）                                            |
| AGRIS: Agricultural database                                                  | 農学                                              | 12,021,578  | 100ヵ国以上の農業、林業、畜産、水生科学および漁業、人間栄養学、改良普及に関する文献をカバー。未発表の科学技術報告書、学位論文、会議資料、政府刊行物などを収録。                               | 無料         | 国際連合食糧農業機関（FAO）                                                                  |
| Airiti                                                                        | 複数分野                                          |             | 中国の電子コンテンツプロバイダーが提供する、中国、台湾の電子版学術専門誌、古典芸術の画像ほか。                                                                                                | 購読         | Airiti                                                                                       |
| Analytical Abstracts                                                          | 化学                                              | 505,481     | 英国王立化学会 が発行する分析化学論文のセレクション(約100誌) | 購読         | RSC                                                                                          |
| Analytical sciences digital library                                           | 分析化学                                          |             | 化学計測と計装に関する査読付き電子リソースのコレクション | 無料         | NSDL、ACS                                                                                    |
| Anthropological Index Online                                                  | 人類学                                            |             | 大英博物館の人類学図書館（The Anthropology Library）が受け入れた人類学関連雑誌の索引のみ（抄録や全文はなし）。                                                                                | 無料 & 購読  | RAI                                                                                          |
| Anthropological Literature                                                    | 人類学、考古学                                    | 670,000     | 主にトッツァー図書館所蔵の人類学と考古学系のジャーナルと、その他のオープンアクセスジャーナルの索引（660誌、67万件以上の記事を収録）。                                                         | 無料 & 購読  | ハーバード大学（学外からのアクセスはOCLC経由）                                               |
| Arachne                                                                       | 考古学、美術史                                    | 4,485,534   | アーカイブ資料のデジタル画像240万点、書籍100万点、古代彫刻の高品質スキャン4万点、6万ページ以上の古代の書籍300冊                                                                               | 無料         | DAI & ケルン大学                                                                             |
| ArchiveGrid                                                                   | 複数分野                                          |             | 500万件以上の記録を含む、米国および国際機関のアーカイブ資料のディレクトリ | 無料         | WorldCat                                                                                     |
| AMiner                                                                        | コンピューター・サイエンス                        | 265,034,285 | 学術的なソーシャルネットワークをインデックス化して検索するためのオンラインサービス。 | 無料         | 清華大学                                                                                     |
| Arts & Humanities Citation Index                                              | 芸術、人文学                                      | 4,900,000   | Web of Scienceの一部。28の芸術・人文科学分野の1,800誌を収録。1975年から現在までの記録がある。                                                                                                 | 購読         | [[Clarivate Analytics\|クラリヴェイト]]                                                      |
| ASCE Library                                                                  | 土木                                              | 150,000     | 構造工学、地盤工学、交通工学、建設工学、環境工学、工学機械学、持続可能性、水資源、灌漑、水理学、水路、都市計画、寒冷地などの土木工学のすべての分野                                            | 無料 & 購読  | ASCE                                                                                         |
| Association for Computing Machinery Digital Library                           | コンピューター・サイエンス、工学                  | 2,892,573   | 雑誌、会議録、技術雑誌、ニュースレター、書籍など、すべてのACM出版物のコレクション。 | 購読         | Association for Computing Machinery                                                          |
| Astrophysics Data System                                                      | 天体物理学、地球物理学、物理学                    | 13,300,000  | 天文・天体物理学、物理学、arXivのe-printsに掲載された出版物。 | 無料         | ハーバード大学                                                                               |
| ATLA Religion Database                                                        | 宗教学                                            | 3,000,000   | 聖書学、世界の宗教、教会史、社会問題における宗教などの情報を提供。 | 購読         | EBSCO情報サービス                                                                            |
| AULIMP: Air University Library's Index to Military Periodicals                | 軍事科学                                          |             | 英語の軍事と航空工学の定期刊行物63誌の記事、ニュース、書評、社説を収録している。 | 無料         | アメリカ空軍大学                                                                             |
| BASE                                                                          | 複数分野                                          | 259,497,239 | 8,000以上のコンテンツプロバイダーから提供された2億6,000万書誌のメタデータ。 | 無料         | ビーレフェルト大学                                                                           |
| Bibliographie de civilisation médiévale                                       | Medieval studies（中世研究）                      |             | 中世に関するモノグラフを集めた書誌。2018年時点、約65,000件の完全に分類された書誌レコードを収録。                                                                                              | 購読         | ポワティエ大学（掲載先出版社は Brepols）                                                     |
| Biological Abstracts                                                          | 生物学                                            |             | 4,000誌以上の国際的なジャーナルから出版されたバイオメディカル研究文献。 | 購読         | トムソン・ロイター                                                                           |
| BioOne                                                                        | 生物学、生態学、環境科学                          |             | 生物多様性保全、生物学、生態学、環境科学、昆虫学、鳥類学、植物学、動物学の180以上の科学雑誌を全文収録                                                                                         | 無料 & 購読  | BioOne                                                                                       |
| Book Review Index Online                                                      | ブックレビュー                                    | 5,600,000   | 定期刊行物や書籍のレビュー（録音テープや電子媒体を含む） | 購読         | ゲイル (出版社)                                                                              |
| ブックス・イン・プリント                                                      | 書籍                                              | 2,500,000   | 250万タイトル以上のレビューを掲載 | 購読         | R. R. Bowker                                                                                 |
| CAB Abstracts                                                                 | バイオテクノロジー                                | 10,000,000  | 応用生命科学文献へのアクセスを提供する書誌情報サービス。 | 購読         | CABI                                                                                         |
| Chemical Abstracts Service                                                    | 化学                                              |             | 約8,000誌の雑誌、技術報告書、学位論文、会議録、新刊書。 | 購読         | ACS                                                                                          |
| Chinese Social Science Citation Index                                         | 社会科学                                          | 60,000      | 中国語で記した人文・社会科学系の学術雑誌約500誌をカバー | 購読         | 南京大学                                                                                     |
| CINAHL: Cumulative Index to Nursing and Allied Health                         | 看護、Allied Health                               | 7,800,000   | 看護、 allied health、生物医学、医療に関するジャーナル記事。5,500誌をカバー（英語・その他言語）。                                                                                             | 購読         | EBSCO Information Services                                                                   |
| CiNii                                                                         | 複数分野                                          | 22,000,000  | 3600誌の日本語論文を収録したデータベース | 無料 & 購読  | 国立情報学研究所                                                                             |
| CHBD: Circumpolar Health Bibliographic Database                               | 医学                                              | 7,900       | 周極地域における人間の健康を巡り、あらゆる側面に関する出版物の記録 | 無料         | カルガリー大学                                                                               |
| CiteSeerX                                                                     | 複数分野                                          | 8,401,126   | CiteSeer、ChemXSeerに替わる。主に コンピュータ・サイエンス、統計、数学。 | 無料         | ペンシルベニア州立大学                                                                       |
| Civil engineering database                                                    | 土木                                              | 270,000     | 1872年以降のASCEの全出版物を網羅した書誌データベース | 無料         | American Society of Civil Engineers                                                          |
| Cochrane Library                                                              | 医学、医療                                        |             | エビデンスに基づく医療を推進するための研究レビューを掲載。 | 購読         | Wiley Interscience                                                                           |
| COnnecting REpositories（CORE）                                               | 複数分野                                          | 205,345,147 | リポジトリ（機関紙、分野紙、プレプリント等）やジャーナルから集めたすべてのオープンアクセス論文の全文アグリゲータ。月間アクティブユーザー数約2千万人。                                         | 無料         | 公開大学                                                                                     |
| Crossref                                                                      | 複数分野                                          | 111,231,936 | 国際DOI財団の公式なデジタルオブジェクト識別子（DOI）登録機関。会員17,633件（ジャーナル、出版社等）の出版物、データセット、助成金、プレプリントに関するメタデータ。                            | 無料         | Crossref                                                                                     |
| Current Contents                                                              | 複数分野                                          |             | Web of Scienceの一部。7つの分野別サブセットを含む。 | 購読         | [[Clarivate Analytics\|クラリヴェイト]]                                                      |
| DeepDyve                                                                      | 複数分野                                          | 20,000,000  | 幅広い学術出版社（1700誌以上）の科学・学術論文へのアクセスを販売する商用サイト。無料アクセスに制限がある。                                                                                    | 無料 & 購読  | DeepDyve                                                                                     |
| Dimensions                                                                    | 複数分野                                          | 114,663,634 | 出版物、書籍と書籍の章、プレプリントと会議録（データセット、資金調達、出版物、特許、臨床試験、政策文書にリンク）。CrossRefをベースにしている。引用ベースの指標とAltmetricの注目スコアを含む。 | 無料 & 購読  | Digital Science & Research Solutions Ltd                                                     |
| Directory of Open Access Journals                                             | 複数分野                                          | 5,478,853   | 15,000誌のオープンアクセスジャーナルからの論文（2020年12月） | 無料         | ルンド大学                                                                                   |
| DBLP                                                                          | コンピューター・サイエンス                        | 5,387,041   | 主要なコンピュータサイエンス会議・学術誌の論文を網羅したリスト | 無料         | Leibniz Center for Informatics 、 University of Trier                                        |
| EconBiz                                                                       | 経済学                                            | 10,000,000  | 経営学・経済学のジャーナル、ワーキングペーパー、カンファレンスをカバー | 無料         | ZBW- German National Library of Economics– Leibniz Information Centre for Economics (ZBW)    |
| EconLit                                                                       | 経済学                                            | 1,600,000   | 1969年以前の記事・資料を網羅 | 購読         | American Economic Association （掲載先は EBSCOhost、[[ProQuest\|プロクエスト]]、OVID、AEA）  |
| Ei Compendex                                                                  | 工学                                              | 20,000,000  | 『Engineering Index』電子版 | 購読         | エルゼビア                                                                                   |
| EMBASE                                                                        | 生物医学、薬理学                                  | 32,000,000  | 創薬・製薬研究を中心としたバイオメディカルデータベース。8,500誌以上のジャーナル（1947年～現在）の記録を収録。                                                                                 | 購読         | エルゼビア                                                                                   |
| ERIC: Educational Resource Information Center                                 | 教育学                                            | 1,500,000   | 1966年にさかのぼる教育関連の文献や資料。 | 無料 & 購読  | United States Department of Education (available by subscription from OCLC、CSA)             |
| Europe PMC                                                                    | バイオメディカル                                  | 37,956,809  | バイオメディカル、ライフサイエンス論文の抄録と全文（650万件）（2020年12月時点）。テキストマイニングツールや、外部の分子・医学データセットへのリンクが含まれる。                               | 無料         | EMBL-EBI                                                                                     |
| FSTA – Food Science 、 Technology Abstracts                                   | en:Food science、en:Food technology、en:Nutrition | 1,500,000   | 食品科学、食品技術、栄養に関する情報データベース | 購読         | IFIS Publishing （掲載先は EBSCOhost、IHS Inc.、Ovid、Proquest Dialog、STN、Web of Science） |
| GeoRef                                                                        | 地球科学                                          | 4,000,000   | 40ヵ国語、3,500誌の記録 | 購読         | American Geosciences Institute                                                               |
| Global Health                                                                 | 公衆衛生                                          | 3,100,000   | 公衆衛生の研究・実践に特化した抄録・索引データベース。1973年から現在までの科学的記録を収録。                                                                                                  | 購読         | CABI                                                                                         |
| Google Scholar                                                                | 複数分野                                          | 389,000,000 | 最大級の学術データベース＆検索エンジン（3億9000万件以上、非公式推定） | 無料         | Google                                                                                       |
| HAL                                                                           | 複数分野                                          | 860,000     | フランス人研究者のためのオープンアクセスデータベース。機関別、分野別ポータルに分類されている。                                                                                                | 無料         | CNRS's Centre pour la Communication Scientifique Directe (CCSD)                              |
| IEEE Xplore                                                                   | コンピューター・サイエンス、工学、電子工学        | 5,360,654   | 500万件以上のレコード | 購読         | IEEE                                                                                         |
| Index Copernicus                                                              | 複数分野                                          |             | 2,500誌以上のジャーナルを収録（ポーランドからの700誌を含む）。 | 無料         | Index Copernicus Ltd                                                                         |
| Information Bridge: Department of Energy Scientific and Technical Information | 複数分野                                          | 266,000     | エネルギー省（DOE）の研究報告書文献の266,000以上のフルテキスト文書と書誌的引用を無料で公開。主に1991年以降の文書を収録。                                                                      | 無料         | DOE (OSTI)                                                                                   |
| Informit（オーストリア）                                                      | 複数分野                                          | 8,000,000   | オーストラリアにおける書誌データベースと学術雑誌のアグリゲータ | 購読         | RMIT Training Pty Ltd (RMIT Training)                                                        |
| IngentaConnect                                                                | 複数分野                                          | 5,000,000   | 13,000誌の論文をカバー | 無料 & 購読  | Ingenta                                                                                      |
| Indian Citation Index                                                         | 複数分野                                          | 860,000     | 科学、技術、医学、社会科学など、インドの1100誌以上のジャーナルの記事をカバー | 購読         | ICI                                                                                          |
| IARP                                                                          | 複数分野                                          |             | 自然科学および社会・行動科学の助成金、出版物、学会を組み込んだオープンアクセス型の知識管理システム                                                                                            | 無料         | Volunteer Collaboration                                                                      |
| Inspec                                                                        | 物理学、工学、コンピューター・サイエンス          | 18,000,000  | 物理学、電気工学、電子工学、通信工学、制御工学、情報工学、製造工学、生産工学、機械工学の記録を収録                                                                                            | 購読         | IET                                                                                          |
| INSPIRE-HEP                                                                   | 物理学, (高エネルギー物理学)                      |             | 高エネルギー物理学（HEP）分野のオープンアクセス電子図書館（1970年代から運営）。 | 無料         | CERN、DESY、Fermilab、SLAC、IHEP（ロシア）                                                   |
| International Directory of Philosophy                                         | 哲学                                              | 37,000      | 米国、カナダ、その他約130ヵ国の大学の哲学科やプログラム、哲学協会、研究センター、ジャーナル、哲学出版社などの情報を収録                                                                       | 無料 & 購読  | Philosophy Documentation Center                                                              |
| International Medieval Bibliography                                           | 西洋中世学                                        | 440,000     | AD300年から1500年までのヨーロッパ、北アフリカ、中東の全期間をカバーする学際的書誌データベース                                                                                                 | 購読         | リーズ大学 （掲載先は Brepols Publishers）                                                   |
| International Nuclear Information System (INIS)                               | 原子核物理学、原子力、医学物理学                  |             | 原子力科学技術の全分野をカバーする、主要な書誌・灰色文献のリポジトリ | 無料         | 国際原子力機関                                                                               |
| International Philosophical Bibliography                                      | 哲学                                              | 1,000,000   | 哲学史と大陸哲学にフォーカス。 | 購読         | ルーヴァン・カトリック大学（掲載先はPeeters Publishers）                                     |
| Internet Archive Scholar                                                      | 複数分野                                          | 25,000,000  | オープンアクセスジャーナルや会議録の全文検索にフォーカス。 | 無料         | Internet Archive                                                                             |
| J-Gate                                                                        | 複数分野                                          | 71,692,382  | 世界の電子ジャーナル文献（58,000誌の論文）への電子的なゲートウェイ。 | 無料 & 購読  | Informatics India Ltd                                                                        |
| JournalSeek                                                                   | 複数分野                                          |             | 39,000誌以上の雑誌情報（内容、目的、範囲、雑誌略称、雑誌ホームページリンク、主題分類、ISSN）を収録している目録。                                                                              | 無料 & 購読  | Genamics                                                                                     |
| JSTOR: Journal Storage                                                        | 複数分野                                          | 12,000,000  | 75分野の雑誌記事、書籍、一次資料（1870年現在）。 | 無料 & 購読  | JSTOR                                                                                        |
| Jurn                                                                          | 複数分野                                          |             | 芸術、人文科学、エコロジー、科学、生物医学、ビジネス、経済分野のジャーナルとオープン・アクセス・ジャーナル。索引と属性分析。                                                                  | 無料         | David Haden（ウィキデータ）                                                                  |
| L'Année philologique（フランス語版）                                          | 古典学                                            |             | 86万件以上の書誌情報を収録。キーワード、抄録、全文へのリンクがある。 | 購読         | Société Internationale de Bibliographie Classique （掲載先は Brepols Publishers）            |
| LexisNexis                                                                    | 法学                                              |             | 法律・公文書関連情報の電子データベース | 購読         | Reed エルゼビア                                                                              |
| The Lens                                                                      | 複数分野                                          | 228,108,724 | 科学技術による問題解決に役立つ、グローバルな特許および学術的知識を公共財として提供。 | 無料 & 購読  | Cambia（カンビア）                                                                           |
| Lingbuzz                                                                      | 言語学                                            | 550,000     | 構文論、意味論、音韻論、形態論を中心とした言語学の論文を集めた無料のアーカイブ。 | 無料         | トロムソ大学                                                                                 |
| Linguamatics                                                                  | 医学、医療]、特許                                 |             | MEDLINE, ClinicalTrials.gov, FDA Drug Labels, PubMed Central, Patent Abstracts を検索するためのインターフェース。                                                                             | 購読         | Linguamatics                                                                                 |
| Logeion                                                                       | 古典学                                            |             | ラテン語・古代ギリシャ語辞書のオープンアクセスデータベース | 無料         | シカゴ大学                                                                                   |
| MathSciNet                                                                    | 数学                                              | 3,600,000   | 数学雑誌650誌の記録（1800年初頭～現在） | 購読         | American Mathematical Society                                                                |
| MEDLINE                                                                       | 医学、医療                                        | 26,000,000  | 5,200誌の引用・抄録をMeSH語彙で検索・取得する使いやすいインターフェース | 無料         | NLM                                                                                          |
| Mendeley                                                                      | 複数分野                                          | 100,000,000 | クラウドソーシングによる研究文献のデータベース。研究者がアップロードした100M以上の文書とリポジトリ（PubMedやarXivなど）のデータ                                                               | 無料 & 購読  | エルゼビア                                                                                   |
| Microsoft Academic                                                            | 複数分野                                          | 248,455,650 | 49,000以上のジャーナルからの出版物をカバー | 無料         | Microsoft                                                                                    |
| MyScienceWork                                                                 | 複数分野                                          | 90,000,000  | データベースには、9000万件以上の科学論文と1200万件以上の特許が含まれている。 | 無料         | MyScienceWork Inc                                                                            |
| National Criminal Justice Reference Service                                   | 犯罪学、社会学                                    | 225,000     | 学術雑誌の論文、機関やNGOの報告書、オーディオビジュアル製品、会議のプロシーディング。 | 無料         | United States Department of Justice、Office of Justice Programs                              |
| 国立国会図書館デジタルコレクション                                            | 複数分野                                          | 44,187,016  | 日本語。国立国会図書館所蔵の目録。 | 無料         | 国立国会図書館                                                                               |
| OAIster                                                                       | 複数分野                                          | 30,000,000  | 1,500以上の組織から提供されたレコードをカバー | 無料         | OCLC                                                                                         |
| OpenEdition.org                                                               | 人文、社会科学                                    | 60,000      | 人文・社会科学分野の4つの国際的規模の出版・情報プラットフォーム（書籍10661冊、ジャーナル549誌、ブログ3793件、イベント45591件）を提供する。                                                    | 無料         | Cléo (UMS 3287) CNRS EHESS アヴィニョン大学                                                  |
| OpenGray                                                                      | 灰色文献                                          | 700,000     | 欧州の灰色文献の索引 | 無料         | Institut de l'information scientifique et technique                                          |
| ORCID                                                                         | 複数分野                                          |             | 研究および学術出版における貢献者の識別のための、オープンで独立したレジストリ。リスト：経歴、学歴、職歴、作品、助成金、査読。930万人以上のプロフィールがある。                                 | 無料         | ORCID Inc.                                                                                   |
| Paperity                                                                      | 複数分野                                          | 7,238,477   | オープンアクセスジャーナル・論文のアグリゲーター（15,000誌以上） | 無料         | Paperity Sp. z o.o.                                                                          |
| Philosophy Documentation Center eCollection                                   | 応用倫理学、哲学、宗教学                          |             | オンラインでの数ヵ国の雑誌、シリーズ、会議録、その他の著作物 | 無料 & 購読  | Philosophy Documentation Center                                                              |
| Philosophy Research Index                                                     | 哲学                                              | 1,340,000   | 図書・雑誌・学位論文等の索引 | 購読         | Philosophy Documentation Center                                                              |
| PhilPapers                                                                    | 哲学                                              | 2,540,317   | 学術雑誌、書籍、オープンアクセスアーカイブ、学術関係者の個人ページなどの索引 | 無料         | PhilPapers                                                                                   |
| POIESIS: Philosophy Online Serials                                            | 哲学、応用倫理学、宗教学]                         |             | ジャーナルとシリーズ、紙版を所蔵する機関のためのオンラインアクセス | 無料 & 購読  | Philosophy Documentation Center                                                              |
| Project MUSE                                                                  | 人文学、社会科学                                  |             | MUSEのオンラインジャーナルコレクションは、学術図書館、公共図書館、特別図書館、学校図書館で購読することができる。全世界で2,500以上の図書館が購読。                                             | 購読         | Project MUSE、ジョンズ・ホプキンズ大学出版局                                                 |
| PsycINFO                                                                      | 心理学                                            | 3,700,000   | 行動科学と精神衛生にフォーカス。1887年～現在をカバー。 | 購読         | APA                                                                                          |
| PubMed                                                                        | バイオメディカル、生命科学                        | 30,000,000  | ライフサイエンス、バイオメディカル分野の文献・抄録を中心としたデータベース。MEDLINE、PubMed Central、Bookshelfを含む。                                                                        | 無料         | NIH、NLM                                                                                     |
| PubMed Central (PMC)                                                          | バイオメディカル、生命科学                        | 7,500,000   | 出版物やプレプリントの無料フルテキストアーカイブ | 無料         | NIH、NLM                                                                                     |
| パブロンズ                                                                    | 複数分野                                          |             | 学術雑誌の査読や編集への貢献を記録する学術関係者向けのサービス。ResearcherIDに統合された。 | 無料         | [[Clarivate Analytics\|クラリヴェイト]]                                                      |
| PubPsych                                                                      | 心理学                                            | 800,000     | データセットと、利用可能な場合はフルテキストリンク、追加情報へのリンク、リンク解決提供 | 無料         | Leibniz Institute for Psychology Information                                                 |
| Readers' Guide to Periodical Literature                                       | 文学                                              |             | 470誌以上の定期刊行物雑誌の記事を、記事のテーマ別に収録したリファレンスガイド（1890年～現在）。                                                                                               | 購読         | H. W. Wilson Company                                                                         |
| RePEc: Research Papers in Economics                                           | 経済学                                            | 3,000,000   | ワーキングペーパー、ジャーナル記事、書籍、書籍の章、ソフトウェアコンポーネント（120万件のフルテキストを含む）。                                                                               | 無料         | IDEAS: Federal Reserve Bank of St. Louis EconPapers: エレブルー大学 経営学部                 |
| ResearchGate                                                                  | 複数分野                                          |             | 科学者・研究者のための商用ソーシャルネットワーキングサイト。1900万人以上の登録ユーザーが論文、データセット、その他の研究成果を共有している。                                                  | 無料         | ResearchGate GmbH                                                                            |
| Rock's Backpages                                                              | 音楽                                              | 40,000      | ロックンロールの歴史に残る一次資料。ブルース、ソウルなどのポピュラー音楽を取り上げたインタビュー、特集、レビューなどの記事。                                                                  | 無料 & 購読  | Backpages Ltd                                                                                |
| Russian Science Citation Index                                                | 複数分野                                          | 35,409,829  | ロシア語の学術出版物書誌データベース | 無料         | Scientific Electronic Library                                                                |
| SafetyLit                                                                     | 複数分野                                          | 640,000     | 不慮の事故、暴力、自傷行為の防止に関連する35以上の専門分野（建築学～動物学）。 | 無料         | SafetyLit Foundation                                                                         |
| SciELO                                                                        | 複数分野                                          | 573,525     | 発展途上国（主に南米、アフリカ）における電子出版協力のためのデータベースとモデル。1700誌以上のジャーナルをインデックス化。                                                                    | 無料         | FAPESP、CNPq、BIREME                                                                         |
| Science.gov                                                                   | 複数分野                                          |             | 60以上のデータベース、2,200以上のウェブサイト、2億ページ以上のページから、政府の科学情報および研究成果へのゲートウェイ。                                                                      | 無料         | United States Government                                                                     |
| Science Citation Index                                                        | 複数分野                                          |             | Web of Scienceの一部。254の主題分野にわたる24,000以上のジャーナル。 | 購読         | [[Clarivate Analytics\|クラリヴェイト]]                                                      |
| ScienceOpen                                                                   | 複数分野                                          | 66,000,000  | 自然科学、物理科学、社会科学、人文科学。arXiv、PubMed、SciELOを搭載。ORCID Altmetric uidsと統合。25,000以上のジャーナルから記事を収録。                                                       | 無料         | ScienceOpen Inc.                                                                             |
| Scientific Information Database (SID)                                         | 技術工学、医学、基礎科学、人文科学                |             | イランの学術雑誌の索引と全文またはメタデータへのアクセス | 無料         | Scientific Information Database                                                              |
| SCIndeks - Serbian Citation Index                                             | 複数分野                                          | 80,000      | 230誌以上のジャーナルに基づく。書誌データベース、国内引用索引、オープンアクセス全文ジャーナルリポジトリ、電子出版プラットフォームから記事を収録。                                             | 無料         | CEON/CEES - Centre for Evaluation in Education and Science                                   |
| Science Direct                                                                | 医学を含む科学                                    | 18,000,000  | 4,000誌以上の学術雑誌と3万冊以上の電子書籍のコンテンツ | 購読         | エルゼビア                                                                                   |
| Scopus                                                                        | 複数分野                                          | 78,000,000  | 5,000以上の海外出版社から2万500件以上のタイトルを収録。 | 購読         | エルゼビア                                                                                   |
| SearchTeam                                                                    | 複数分野                                          |             | 学術論文やリソースを共同で検索。 | 購読         | Zakta                                                                                        |
| Semantic Scholar                                                              | 複数分野                                          | 195,874,550 | コンピュータサイエンスとバイオメディカル関連の出版物が中心。セマンティック解析によるもの。 | 無料         | Allen Institute for Artificial Intelligence                                                  |
| Shibata                                                                       | 複数分野                                          | 142,000,000 | 生命科学、物理科学、社会科学、人文学を含む多様な分野を網羅し、複数の言語で公開されている出版物を提供する科学データベースです。                                                                | 無料         | Yubetsu                                                                                      |
| SNAC (Social Networks and Archival Contexts)                                  | 複数分野                                          |             | 主題ごとに分類されたアーカイブ資料のディレクトリ | 無料         |                                                                                              |
| Social Science Citation Index                                                 | 社会科学                                          |             | Web of Scienceの一部 | 購読         | [[Clarivate Analytics\|クラリヴェイト]]                                                      |
| Socolar                                                                       | 複数分野                                          |             | 異なる言語（主に中国語）の学術的なオープンアクセス資料 | 無料 & 購読  | China Educational Publications Import、Export Corporation                                    |
| SSRN: Social Science Research Network                                         | 社会科学                                          | 950,733     | 55以上の分野からの研究論文 | 無料 & 購読  | エルゼビア                                                                                   |
| Sparrho                                                                       | 複数分野                                          | 60,000,000  | 45k以上のジャーナルとプレプリントサーバーから研究論文と特許を取得。コンテンツ推薦の概念を使用。                                                                                               | 購読         | Distylled Ltd.                                                                               |
| SpringerLink                                                                  | 複数分野                                          | 13,859,779  | ジャーナル、書籍、シリーズ、プロトコル、参考文献、プロシーディング。 | 無料 & 購読  | Springer                                                                                     |
| Unpaywall                                                                     | 複数分野                                          | 27,896,149  | 50,000以上の出版社やリポジトリからオープンアクセスコンテンツをハーベスト | 無料         | Our Research                                                                                 |
| Ulrich's Periodicals Directory                                                | 複数分野                                          | 336,000     | 定期刊行物の雑誌を提供 | 購読         | [[ProQuest\|プロクエスト]]                                                                   |
| VET-Bib                                                                       | 社会科学、教育学                                  | 80,000      | 欧州の職業教育訓練（VET）関連文献 | 無料         | Cedefop                                                                                      |
| Web of Science                                                                | 複数分野                                          | 171,000,000 | Social Science Citation Index, Science Citation Index, Biological Abstracts & The Zoological Recordなどの他の製品も含む。                                                                     | 購読         | クラリヴェイト                                                                               |
| WestLaw                                                                       | 法学                                              |             | 判例、州法、連邦法、行政法規、新聞・雑誌記事、公文書、法律雑誌、ローレビュー、論文、法律書式など4万件以上の情報資源データベース                                                               | 購読         | トムソン・ロイター                                                                           |
| WorldCat                                                                      | 複数分野                                          |             | 加盟館目録の総合目録 | 無料 & 購読  | OCLC Inc.                                                                                    |
| WorldWideScience                                                              | 複数分野                                          |             | 世界123ヵ国、17,900の図書館の蔵書を項目別に収録した総合目録 | 無料 & 購読  | DOE（下部組織のOSTI）                                                                        |
| 雑誌記事索引                                                                  | 複数分野                                          | 6,600,000   | 日本語の学術論文。 | 無料 & 購読  | 国立国会図書館                                                                               |
| Zentralblatt MATH                                                             | 数学                                              | 4,000,000   | 主に総説・抄録を掲載。 | 無料         | FIZ Karlsruhe                                                                                |
| The Zoological Record                                                         | 動物学                                            | 3,500,000   | 動物学の学名と論文の非公式な登録簿。1864年～現在を収録。 | 購読         | [[Clarivate Analytics\|クラリヴェイト]]                                                      |
| DiVA (open archive)                                                           | 複数分野                                          |             | 主にスウェーデンの大学や研究機関で使用されている。 | 無料         | ウプサラ大学                                                                                 |

## 運用を停止したサービス（更新されていない、完全に放棄されている、他のものに置き換えられているなど ）
| Name                                                       | Discipline(s)                            | Description | Access cost | Provider(s)                                                                |
| ---------------------------------------------------------- | ---------------------------------------- | --- | ----------- | -------------------------------------------------------------------------- |
| Bioinformatic Harvester                                    | 生物学, バイオインフォマティクス         | 主要なバイオインフォマティクス・データベースおよびプロジェクト50件のメタ検索エンジン。プロジェクトは終了している様子。                                                         | 無料        | Liebel-Lab KIT from Karlsruhe Institute of Technology                      |
| citeULike                                                  | コンピューター・サイエンス               | 利用できない。2019年3月30日に運用終了。 | 無料        | Oversity Ltd.                                                              |
| ChemXSeer                                                  | 化学                                     | 2018年、プロジェクトは放棄された模様。 | 無料        | ペンシルベニア州立大学                                                     |
| citebase Search                                            | 数学, コンピューター・サイエンス, 物理学 | 自由なオンライン研究の半自律的な引用インデックス。2013年に運用を終了しているため、利用不可。                                                                                   | 無料        | サウサンプトン大学                                                         |
| citeSeer                                                   | コンピューター・サイエンス               | citeSeerXに置き換わった。 | 無料        | ペンシルベニア州立大学                                                     |
| Chemisches Zentralblatt Structural Database                | 科学 化学                                | Chemisches Zentralblattに含まれる情報に言語に依存しないアクセスを提供したWebベースの検索アプリケーション。                                                                     | 購読        | InfoChem                                                                   |
| CogPrints: Cognitive Sciences Eprint Archives              | 複数分野                                 | 心理学、神経科学、言語学、コンピュータサイエンス、哲学、生物学、医学の論文を自己アーカイブするための電子アーカイブ。2000件以上のフリー論文を収録。2017年以降更新されていない。 | 無料        | サウサンプトン大学                                                         |
| The Collection of Computer Science Bibliographies          | コンピューター・サイエンス               | インターネット上で自由にアクセスできる最古の書誌コレクションのひとつ（1993年設立）。420万件のレコードを収録。2017年以降更新されていない。                                      | 無料        | Alf-Christian Achilles                                                     |
| Current Index to Statistics                                | 統計学                                   | 限定された無料検索。2017年以降更新されていない。 | 購読        | American Statistical Association、the Institute of Mathematical Statistics |
| GENESIS                                                    | 女性史                                   | 英国内の情報源から集めた女性史コレクションや、女性史関連のウェブサイトを解説。                                                                                                 | 無料        | ロンドン・メトロポリタン大学                                               |
| HCI Bibliography                                           | ヒューマンコンピュータインタラクション   | 研究者、開発者、教育者、学生のためのHCIを中心とした電子書誌。126,000以上の出版物を収録。2018年以降更新されていない。                                                           | 無料        | Gary Perlman                                                               |
| International Bibliography of Humanism and the Renaissance | ルネサンス学                             | 16～17世紀のヨーロッパの文化・歴史に関する学術出版物の書誌情報。2013年以降、データベースが利用できなくなり、更新もされていない様子。                                           | 購読        | Brepols Publishers                                                         |
| Meteorological and Geoastrophysical Abstracts              | 気象学, 天体物理学, 地質学               | 654誌、508,379件以上の記録があります。2009年以降、データベースは利用できず、更新もされていない様子。                                                                           | 購読        | American Meteorological Society （掲載先はDialog、CSA）                    |
| POPLINE                                                    | 人口学, 家族計画                         | 人口、家族計画、および関連するリプロダクティブ・ヘルスと開発に関する文献を集めたもの。2019年に退蔵。                                                                           | 無料        | Knowledge for Health, Center for Communication Programs, JHSPH             |
| Questia: Online Research Library – defunct                 | 複数分野                                 | 人文・社会科学分野の書籍や雑誌記事を中心に扱う。2020年12月21日をもって閉鎖。                                                                                                   | 購読        | Questia                                                                    |
| Science Accelerator                                        | 複数分野                                 | DOEの研究開発成果や、DOEが関心を寄せる主な研究開発成果を紹介するゲートウェイ。2014年より休止中。                                                                               | 無料        | DOE                                                                        |